# Classica da Arrábida
Die Classica da Arrábida ist ein Straßenradrennen für Männer in Portugal.
Das Eintagesrennen wurde erstmals im Jahr 2017 ausgetragen und führt durch die Serra da Arrábida im Umland von Setúbal. Das Rennen ist Teil der UCI Europe Tour und in die UCI-Kategorie 1.2 eingestuft.

## Sieger
| Jahr | Sieger          | Zweiter          | Dritter            |          |
| ---- | --------------- | ---------------- | ------------------ | -------- |
| 2017 | Amaro Antunes   | Sérgio Paulinho  | Andreas Vangstad   |          |
| 2018 | Dmitri Strachow | James Fouché     | Óscar Hernández    |          |
| 2019 | Jonathan Lastra | Raúl Alarcón     | David de la Fuente |          |
| 2020 | abgesagt        | abgesagt         | abgesagt           | abgesagt |
| 2021 | Sean Quinn      | Jonathan Lastra  | Rémy Mertz         |          |
| 2022 | Orluis Aular    | Luís Gomes       | Luís Mendonça      |          |
| 2023 | Orluis Aular    | Álex Jaime       | Francisco Campos   |          |
| 2024 | Joseba López    | Alexandre Montez | Mathias Bregnhøj   |          |